# Le Canard blanc (chanson)
Le Canard blanc est une chanson folklorique en France et au Canada.
De tradition orale, il en existe de nombreuses versions, différant dans les paroles comme dans la mélodie. Elle est aussi connue sous le nom Mon père m'a donné un étang, Derrière chez nous y'a un étang ou encore V'la l'bon vent.

## Paroles
Telles que rassemblées, de manière non exhaustive, par Henri Davenson dans son Livre des chansons :
Derrière chez nous y'a un étang

Derrière chez nous y'a un étang

Trois beaux canards y vont nageant.

(refrain)

Moi je ferai faire un petit moulin sur la rivière

Et puis encore un petit bateau pour passer l'eau

1.

Derrière chez nous y'a un étang

(2.

N'est pas si creux comme il est grand)

3.

Trois beaux canards y vont nageant

(4.

Y'en a deux noirs, y'en a un blanc)

5.

Le fils du roi s'en va chassant

(6.

Avec son beau fusil d'argent)

7.

Mire le noir et tue le blanc

8.

Par-dessous l'aile il perd son sang

(9.

Par les yeux lui sort des diamants)

10.

Et par le bec l'or et l'argent

11.

Ô fils du roi tu es méchant

12.

D'avoir tué mon canard blanc

13.

Tu me le paieras cinq cents francs

14.

Que ferons-nous de tant d'argent ?

15.

Nous ferons bâtir un couvent

16.

Pour mettre les filles de dix-huit ans

17.

Et les garçons de vingt-cinq ans

ou bien :

8.

Toute la plume s'envole au vent

9.

Trois dames vont la ramassant

10.

C'est pour en faire un beau lit blanc

11.

Ma mère et moi coucherons dedans.

Dans la version populaire connue sous le nom de V'la l'bon vent, le refrain devient :

V'la l'bon vent, v'la l'joli vent

V'la l'bon vent ma mie m'appelle

V'la l'bon vent, v'la l'joli vent

V'la l'bon vent ma mie m'attend

## Interprétations
- La Marche du président, écrite par Gilles Vigneault et chantée par Robert Charlebois et Louise Forestier en 1968, est basée sur la chanson originale.
- mon père m'a donné un etang , Denise Benoît environ 1950
- Mon père m'a donné un étang, Les Quatre Barbus, Lucienne Vernay
- V'là l'bon vent, Marie Laforêt, P.1964
- V'la l'joli vent, Guy Béart, P.1968
- V'la l'bon vent, Nana Mouskouri, P.1973
- V'la l'bon vent, Dorothée, P.1981
- Le bout du banc, Mes souliers sont rouges, 1995
- V'la l'bon vent, Cécile Corbel & Natasha St-Pier, 2019
- Le bout du banc II, Mes souliers sont rouges, 2019
- V'la l'bon vent, Viviane Audet, Alexis Martin (en), Robin-Joël Cool (en), 2022